# Anatolij Kozlov
Anatolij Vasil'evič Kozlov (in russo Анатолий Васильевич Козлов?; Taranaj, 23 febbraio 1955) è un ex sollevatore sovietico campione mondiale ed europeo che ha gareggiato nella categoria dei pesi massimi primi (fino a 100 kg.).

## Carriera
Nel 1977 Anatolij Kozlov vinse il campionato nazionale sovietico e fu inserito nella squadra nazionale per i Campionati mondiali ed europei di Stoccarda dello stesso anno, dove riuscì a conquistare la medaglia d'oro con 367,5 kg. nel totale, stesso risultato del tedesco orientale Helmut Losch, con la vittoria assegnata al sovietico grazie al suo peso corporeo inferiore rispetto a quello di Losch.
Dopo questo successo non riuscì più ad ottenere risultati di rilievo.
Nel corso della sua carriera Kozlov realizzò sei record mondiali, tutti ottenuti nel 1977, di cui tre nella prova di strappo e tre nel totale.